# Flashing Lights
«Flashing Lights» — пісня американського репера Каньє Веста, випущена 12 листопада 2007 року як четвертий сингл з його третього студійного альбому Graduation. Пісня була спродюсована Каньє Вестом та Еріком Хадсоном і містить вокал R&B-співака Dwele і австралійської співачки Конні Мітчелл. Обкладинку синглу розробив японський поп-артист Такасі Муракамі. «Flashing Lights» отримала широке визнання музичних критиків і була широко визнана однією з найкращих пісень на Graduation.

## Список композицій
CD
1. «Flashing Lights» – 3:57
2. «Stronger» (Andrew Dawson Remix) – 4:45

12"
1. «Flashing Lights» – 3:57
2. «Flashing Lights» (Instrumental) – 3:57
3. «Stronger» (Andrew Dawson Remix) – 4:45

## Чарти
| Чарт (2007–2008)                          | Найвища позиція |
| ----------------------------------------- | --------------- |
| Australia (ARIA)                          | 82              |
| Бельгія (Ultratip Flanders)               | 5               |
| Бельгія (Ultratip Wallonia)               | 19              |
| Канада (Canadian Hot 100)                 | 54              |
| European Hot 100 Singles (Billboard)      | 84              |
| Ірландія (IRMA)                           | 21              |
| Turkey (Billboard Türkiye)                | 11              |
| Велика Британія (Official Charts Company) | 29              |
| Велика Британія (UK R&B Chart)            | 6               |
| США (Billboard Hot 100)                   | 29              |
| США (Hot R&B/Hip-Hop Songs) (Billboard)   | 12              |
| США (Rap Songs) (Billboard)               | 2               |
| США (Mainstream Top 40) (Billboard)       | 31              |
| US Pop 100 (Billboard)                    | 40              |
| США (Rhythmic) (Billboard)                | 31              |

## Сертифікації
| Регіон                                                      | Сертифікація  | Продажі   |
| ----------------------------------------------------------- | ------------- | --------- |
| Данія (IFPI Denmark)                                        | Золотий       | 45 000    |
| Велика Британія (BPI)                                       | Платиновий    | 600 000   |
| США (RIAA)                                                  | 6× Платиновий | 6 000 000 |
| продажі+прослуховування, що базуються лише на сертифікаціях |               |           |